# Rezerwat przyrody Szczekotowo
Szczekotowo – rezerwat archeologiczno-przyrodniczy (oficjalnie klasyfikowany jako rezerwat leśny) położony w Puszczy Białowieskiej, w kwartale 214, na terenie gminy Hajnówka, w województwie podlaskim. Przedmiot ochrony: zachowanie w naturalnym stanie rzeki Łutowni w Puszczy Białowieskiej wraz ze stanowiskami kurhanów. Dominującym typem lasu jest grąd. Nazwa „Szczekotowo” pochodzi od nazwy wsi Szczekotowo, która w XVII–XVIII wiekach istniała w tym miejscu. 

## Ogólna charakterystyka

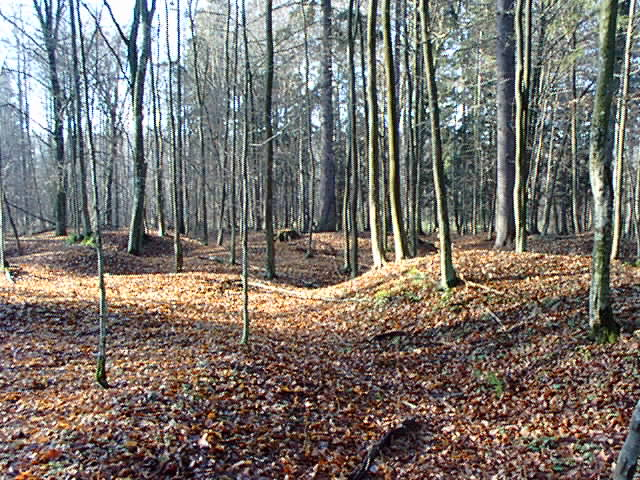
Wschodnie stanowisko kurhanów

Rezerwat utworzony został na mocy rozporządzenia MLiPD z 16 października 1979 roku. Według aktu powołującego jego powierzchnia wynosiła 36,44 ha (obecnie podawana wartość to 36,67 ha). Rezerwat powołano w celu ochrony największego skupienia kurhanów na terenie Puszczy oraz pozostałości po smolarniach i węglarniach z XVII wieku.
Przez teren rezerwatu, od północy w kierunku południowym i południowo-wschodnim, przepływa rzeka Łutownia. Od zachodu rezerwat przecina  czerwony szlak turystyczny z Hajnówki do Narewki, w środku obszaru chronionego, nagle skręcając, zmienia kierunek na północny. Rezerwat Szczekotowo jest jedną z jego głównych atrakcji turystycznych.

## Archeologia

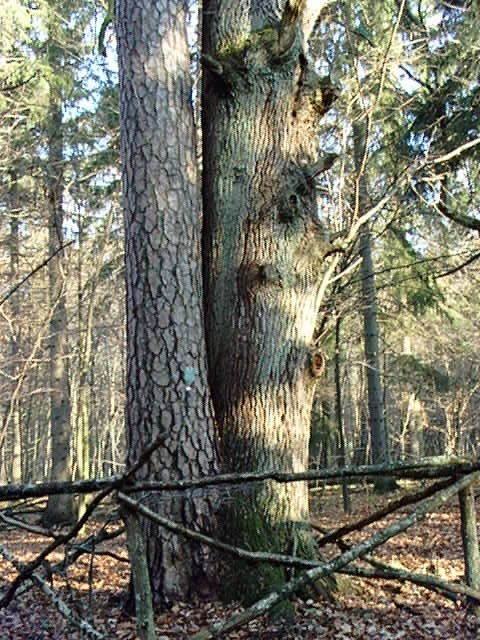
Pomnik przyrody w Szczekotowie

Głównym przedmiotem ochrony są kurhany. Znajdują się tu dwa stanowiska kurhanów (po lewej stronie Łutowni), których jest w sumie 131 i jest to największe w Polsce stanowisko kurhanowe. Kurhany, czyli rytualne kopce ziemne, mają kształt półkolistego kopca o średnicy około 3 m i wysokości około 70–90 cm. Jednak jeden z nich dochodzi niemal do 20 m średnicy i przekracza 2 m wysokości. Niektóre z nich pokryte są kamieniami. Pochodzą z wieków X–XII i są świadectwem wczesnosłowiańskiego osadnictwa na Podlasiu.
Jest to największe zgrupowanie kurhanów na terenie Puszczy. Przypominają one inne stanowiska kurhanów na Podlasiu. Znajdują się wśród nich zarówno pochówki ciałopalne kojarzone z religią Słowian jak i szkieletowe kojarzone z chrześcijaństwem. Wszystkie kurhany Szczekotowa zostały wpisane do rejestru zabytków województwa białostockiego – dzisiaj podlaskiego – decyzją Wojewódzkiego Konserwatora Zabytków.

## Przyroda
Ponieważ nie przeprowadzano tu systematycznych wyrębów, rezerwat jest interesujący ze względu na swoją florę. Znajduje się tu jedno z trzech większych skupisk pomników przyrody w Puszczy Białowieskiej poza Białowieskim Parkiem Narodowym. Jest ich tu w sumie około trzydziestu, a są to przede wszystkim dęby (ok. dwudziestu), ponadto: sosna, grab, jesion, klon i świerk.
Północno-wschodnią część rezerwatu stanowi las mieszany reprezentujący zespół grądu miodownikowego Melitti-Carpinetum. Drzewostan tworzy tu grab i dąb, z domieszką świerka i dorodnej sosny. W podszycie występuje leszczyna, trzmielina brodawkowata i gatunki wchodzące w skład drzewostanu: grab, świerk, lipa. W runie spotyka się gatunki chronione: wawrzynek wilczełyko i gnieźnik leśny.
W środkowej części rezerwatu występują lasy liściaste reprezentujące zespół grądu Tilio-Carpinetum. W kwartałach 214 C–B oraz 214 D–F występuje wiele dorodnych dębów i świerków o charakterze pomnikowym.
Duże powierzchnie w zachodniej części rezerwatu zajmują młodniki brzozowe i brzozowo-osikowe powstałe w miejscu zrębów zupełnych.
W sąsiedztwie Łutowni występują lasy łęgowe reprezentujące zespół Circaeo-Alnetum z fragmentami olsu typowego Carici elongatae-Alnetum. Nad brzegami Łutowni występują zatorfione turzycowe łąki, które mają półnaturalny charakter. W wielu miejscach opanowywane są one przez olszę i brzozę omszoną.

## Wieś budnicka
Na polanie rezerwatu w wiekach XVII–XVIII istniała wieś budnicka o nazwie Szczekotowo. Zamieszkiwali ją budnicy sprowadzeni z północnego Mazowsza. Wytwarzano tu węgiel drzewny, smołę i potaż. Wieś zniknęła po trzecim rozbiorze Polski.
W południowo-wschodniej części rezerwatu występują porośnięte lasem ślady zagonów polnych dawnej wsi Szczekotowo.

## Mapa satelitarna
- Koryto rzeki Łutownia (wąski pas drzew) z widokiem na polanę. Na środku polany widoczne są czarne plamy.